# Notiobiella fulva
Notiobiella fulva är en insektsart som först beskrevs av Peter Esben-Petersen 1928. 
Notiobiella fulva ingår i släktet Notiobiella och familjen florsländor. Inga underarter finns listade i Catalogue of Life.